# Ribolla
Ribolla is een plaats (frazione) in de Italiaanse gemeente Roccastrada.